# Jaroslava Krejsová
Jaroslava Krejsová (* 11. Januar 1937 in Nový Dvůr bei Vimperk) ist eine tschechische Schriftstellerin und Regionalhistorikerin, die sich mit den Todesmärschen nach Volary (deutsch Wallern) befasst.

## Leben
Krejsová wurde im Dorf Nový Dvůr geboren. Sie besuchte unter anderem die Grundschule in Volary und die kaufmännische Schule in Vimperk und war dort als technisch-wirtschaftliche Mitarbeiterin in einem holzverarbeitenden Betrieb beschäftigt. Krejsová hat zwei Kinder und vier Enkelkinder.

## Wirken
Krejsová pflegte mit anderen jungen Menschen die Gräber auf einem der Friedhöfe in Volary. Später erfuhr sie, dass es die 95 Opfer des Todesmarsches des KZ-Außenlagers Helmbrechts waren. Seit 1955 erforschte sie die Schicksale dieser Frauen und suchte Überlebende des Marsches auf, die in Südböhmen lebten. Mit ihrem Enkel Zdeněk Krejsa gründete Krejsová den Bürgerverein KreBul o.p.s., der sich mit dem Holocaust beschäftigte, Zeitzeugengespräche führte und Besuche in Konzentrationslagern organisierte. Hinzu kamen der Bereich Erwachsenenbildung, Freiwilligeneinsätze mit Jugendliche und der internationale Jugendaustausch.
Krejsová wurde im Oktober 2018 zusammen mit Zdeněk Krejsa vom tschechischen Verteidigungsministerium für die Pflege von Kriegsgräbern ausgezeichnet.

## Veröffentlichungen
- Přes Volary přešla smrt. 2008.
- Volary – z historie po současnost.